# John Robinson (skådespelare)
John Robinson, född 25 oktober 1985 i Portland, Oregon, är en amerikansk skådespelare.
Robinson har bland annat spelat Stacey Petralta i Lords of Dogtown och John i Elephant. Han medverkade även i den senaste tolkningen av "Transformers" i en scen. Han är där pojken som klättrar i trädet.